# 岐阜県健康科学センター
岐阜県健康科学センター（ぎふけんけんこうかがくセンター）は、岐阜県各務原市那加不動丘にある保険環境行政の機能拠点。
研究機関である「保健環境研究所」と地域保健の中核である「岐阜保健所」が一体となっている。		

## 概要
- 保健環境研究所

岐阜県における保健衛生・環境保全に関する拠点試験研究機関		
調査研究事業
試験検査事業
研修・技術支援事業
情報の解析・提供事業
- 財団法人岐阜県研究開発財団　岐阜県国際バイオ研究所
- 岐阜保健所

羽島市、各務原市、山県市、瑞穂市、本巣市、羽島郡笠松町・岐南町、本巣郡北方町の5市3町を所管する。		
（但し、山県市、瑞穂市、本巣市、本巣郡北方町に関する業務の一部は「本巣・山県センター」で行なっている。）
- ハイビジョンシアター

150インチのハイビジョンスクリーンと、200席の可動式の座席を有するシアター。

## 沿革
- 1948年（昭和23年）3月：衛生研究所開設。
- 1965年（昭和40年）4月：衛生研究所に公害研究センターを新設。
- 1970年（昭和45年）3月：岐阜市野一色に衛生研究所を新築移転。
- 1974年（昭和49年）12月：岐阜市藪田に公害研究所を新築移転。
- 1993年（平成5年）4月：衛生研究所と公害研究所が組織統合により保健環境研究所に改名。
- 1999年（平成11年）8月：各務原市那加の各務原市立桜丘中学校サブグラウンド跡地に保健環境研究所を新築移転。

## 交通機関
- 各務原市ふれあいバス 那加線「健康科学センター」バス停下車
- JR高山本線那加駅より、徒歩20分
- 名鉄各務原線各務原市役所前駅より、徒歩15分
- 名鉄各務原線市民公園前駅より、徒歩15分
- 東海北陸自動車道岐阜各務原ICより、車で10分